# Ironside
Ironside is een Amerikaanse dramaserie, die op de Amerikaanse televisie werd uitgezonden van 1967 tot 1975. De serie gaat over een detective in een rolstoel in San Francisco.

## Verhaal
Robert T. Ironside is het hoofd van de recherche bij de politie van San Francisco tot hij wordt neergeschoten door een sluipschutter. Hij wordt in zijn rug geraakt en ijlings naar het ziekenhuis gebracht. Daar wordt geconstateerd dat Ironside verlamd is geraakt. Na zijn herstel blijft hij gekluisterd aan een rolstoel en is gedwongen om met pensioen te gaan. Zijn voormalige baas commissaris Dennis Randall benoemt hem tot ‘speciaal politieadviseur’. Ironside krijgt een woning en kantoor in de kelder van het politiebureau en een speciale bestelwagen die is uitgerust om hem en zijn rolstoel te vervoeren. Ook krijgt Ironside een speciale assistent annex lijfwacht toegewezen, de voormalige crimineel Mark Sanger. Twee rechercheurs moeten de voormalige politiechef ondersteunen, brigadier Ed Brown en agente Eve Whitfield (die in het vierde seizoen werd vervangen door agente Fran Belding). Ironside en zijn team werken samen om diverse zaken op te lossen, waarbij Ironside’s grote ervaring van onschatbare waarde is. De verbindende factor tussen alle afleveringen is Ironside’s zoektocht naar de man die op hem geschoten heeft. Het feit dat hij zich moet voortbewegen in een rolstoel heeft geen goed effect op Ironside. Hij is humeurig en kan nog al eens uitvallen naar zijn medewerkers of naar de criminelen die hij verdenkt. Dit maakt Ironside’s karakter geloofwaardiger dan dat van de wat braaf uitgevallen Brown en Whitfield.

## Hoofdrollen
- Raymond Burr – Robert T. Ironside
- Don Mitchell – Mark Sanger
- Don Galloway – Ed Brown
- Barbara Anderson – Eve Whitfield
- Elizabeth Bauer – Fran Belding

## Afleveringen
Zie: Lijst van afleveringen van Ironside